# Textes sur soie de Mawangdui

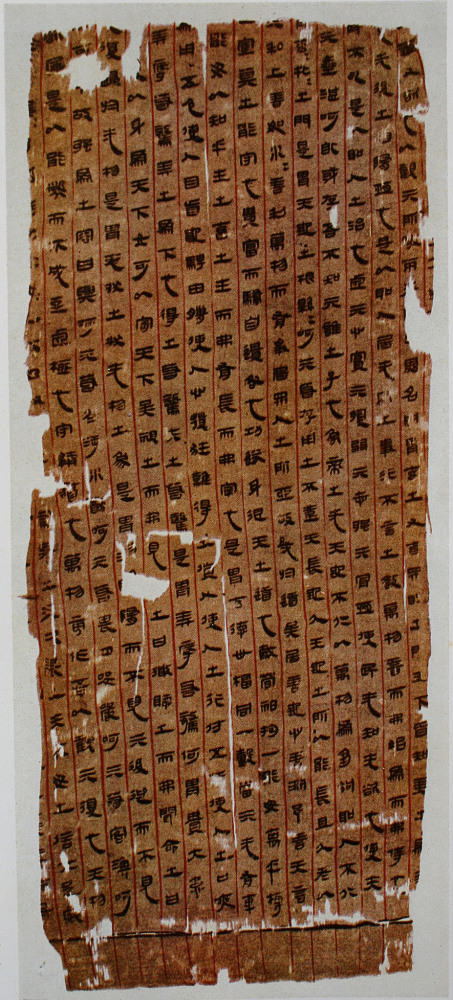
Extrait d'un manuscrit sur soie de Mawangdui (IIe siècle av. J.-C.).

Les textes sur soie de Mawangdui (chinois simplifié : 马王堆帛书, chinois traditionnel : 馬王堆帛書, Mawangdui Boshu) sont des ouvrages philosophiques et médicaux chinois écrits sur de la soie et découverts sur le site de Mawangdui à Changsha dans le Hunan en 1973. Ils comprennent certains des plus anciens manuscrits attestés de textes existants (tels que le Yi Jing), deux copies du Tao Te Ching, une copie du Zhan Guo Ce, des œuvres de Gan De et Shi Shen, et des textes médicaux jusqu'alors inconnus tels que le Wushi'er Bingfang (en) (« Prescriptions pour cinquante-deux maladies »). Les érudits les ont classés en 28 types différents. Leurs quelque 120 000 mots couvrent la stratégie militaire, les mathématiques, la cartographie et les six arts classiques : le rituel, la musique, le tir à l'arc, l'équitation, l'écriture et l'arithmétique.

## Aperçu
Les textes sont enterrés dans la tombe n°3 de Mawangdui (scellée en 168 av. J.-C.) et restent cachés jusqu'à leur découverte à la fin du XXe siècle. Certains n'étaient auparavant connus que par leur titre, et d'autres sont des commentaires du Yi Jing jusqu'alors inconnus. En général, ils suivent le même ordre que les versions déjà découvertes, qui ont été transmises par copie et recopie de textes collectés et collationnés au cours du cinquième siècle après J.-C. Cependant, sur certains aspects importants, ils diffèrent sensiblement des textes connus avant leur découverte.
Les caractères chinois des textes sur soie ne sont souvent que des fragments des caractères utilisés dans les versions traditionnelles ultérieures. De nombreux caractères sont formés en combinant deux caractères plus simples : l'un indique une catégorie générale de signification, l'autre sert à guider la prononciation. Alors que les textes traditionnels comportent les deux composantes, les textes sur soie ne donnent souvent que la moitié phonétique du caractère. Plusieurs hypothèses peuvent expliquer ce phénomène :
- Le scribe était peut-être tout simplement trop paresseux pour écrire la forme complète de nombreux caractères.
- Le scribe prenait peut-être une dictée aussi rapidement qu'il pouvait écrire. Il a noté la partie de chaque caractère qui indique sa prononciation, avec l'intention de recopier ultérieurement le texte avec les éléments de signification appropriés pour les caractères abrégés.
- En français, par exemple, le mot « côte » peut désigner par exemple un os, une pente ou un rivage maritime. Il est possible qu'il existe dans les textes sur soie des termes similaires avec plusieurs significations.
- Il s'agit peut-être d'une forme de jargon ; on trouve des écritures similaires de caractères partiels dans les partitions musicales chinoises anciennes (pipa, guqin et guzheng). Les caractères partiels et leurs dérivés sont des éléments de base des systèmes d'écriture de certaines langues historiques (comme le khitan et le tangoute) et modernes, comme le japonais.

En plus des caractères partiels mentionnés ci-dessus, les caractères en deux parties utilisent parfois des caractères différents de ceux des versions ultérieures. Cela ressemble à l'anglais She flowered the table (« elle a mis des fleurs sur la table ») comparé à She floured the table (« elle a saupoudré la table de farine »), qui se ressemblent phonétiquement mais au sens différent, et l'ancienne version donne un aperçu du sens original d'un texte.

## Tao Te Ching
La plupart des versions découvertes du Tao Te Ching concordent largement. Parfois, deux versions auront un homonyme, et un troisième texte avec un caractère qui est synonyme de l'un des deux premiers caractères peut être utile.
Il existe deux textes Mawangdui de Lao Tseu, à savoir A (甲 ; écrit en style petit sceau) et B (乙 ; écrit en écriture des clercs ultérieure). Les textes A et B ont été copiés à des époques différentes, A étant le texte le plus ancien, bien que les deux puissent être dérivés du même texte parent. Les deux textes Mawangdui placent la section de (chapitres 38-81) avant la section dao (chapitres 1-37), tandis que le texte déjà découvert place la section dao en premier.
D. C. Lau et Robert G. Henricks ont réalisé de nouvelles traductions du Tao Te Ching à partir du texte sur soie, ignorant largement les textes précédemment découverts, bien que la traduction de Henricks compare les versions précédentes avec le texte découvert dans la tombe. En 1990, le sinologue Victor Mair traduit la version Mawangdui et la considère comme la plus ancienne connue (de 500 ans), plus authentique que les textes les plus couramment traduits. Les deux livres sur soie font partie de la collection des reliques culturelles des tombes de Mawangdui au musée du Hunan (en).

## Galerie

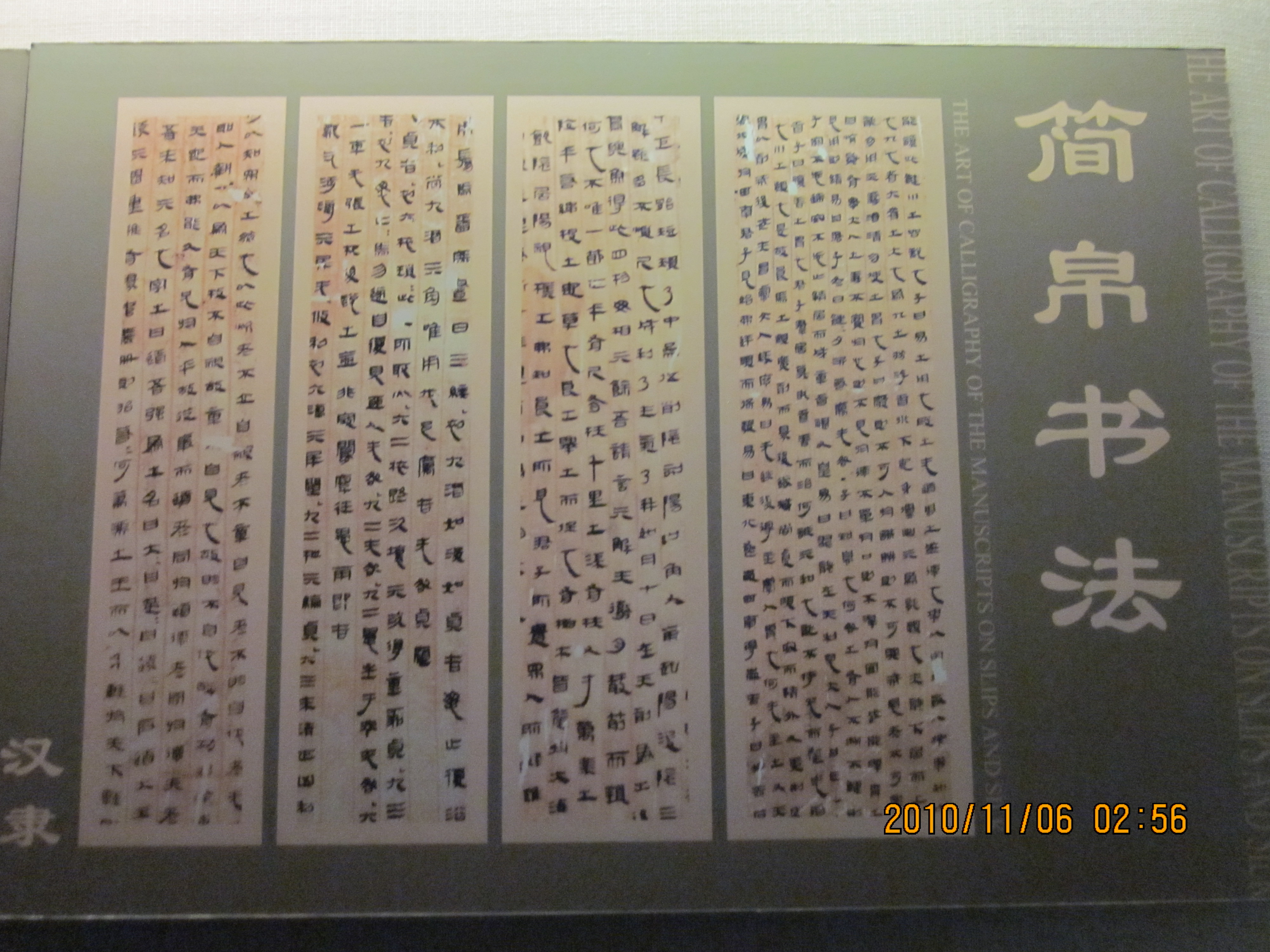
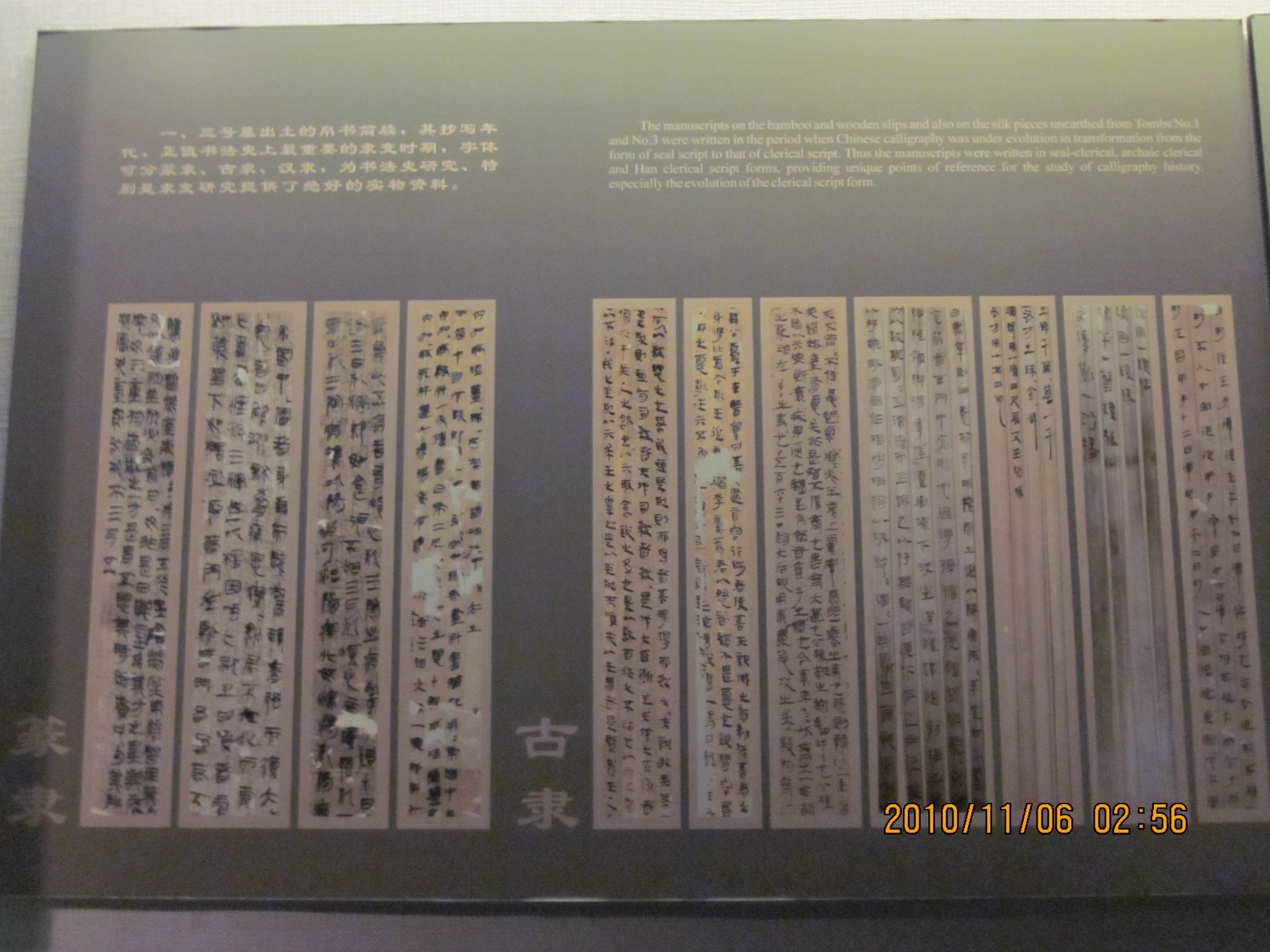